# Adolf Fredrik Munck
Adolf Fredrik Munck af Fulkila, född 29 april 1749 i S:t Michel i Finland, död 18 juli 1831 i Massa i Italien, var en svensk greve och hovman.

## Biografi

### Tidiga år, tidig karriär
Adolf Fredrik Munck var son till överstelöjtnanten Anders Erik Munck af Fulkila och Hedvig Juliana Wright, vars mor hette Sophia Halenius född i släkten Halenius och vars bröder adlades med namnet von Wright. Han föddes på fänriksbostället Tarkia i Rantakylä i S:t Michels socken. Han var som mycket ung volontär på Savolax infanteriregemente. 
Han kom till Stockholm som tonåring och var så fattig att han ägde enbart kläderna på kroppen. Munck antogs som page vid hovet 1765. 1767 blev han kammarpage hos Adolf Fredrik, och övergick till samma tjänst hos Gustav III 1769. 1771 utnämnd till kornett vid livdragonerna, och två månder före statskuppen utnämndes han till förste kammarpage. Han berättade för kungen på dagen innan kuppen att mössorna tänkte fängsla honom. Utnämningen till hovstallmästare 1772 var ett tack för dessa tjänster, 1773 blev han även förste hovstallmästare. För hans förhållande till kungen var det också viktigt att Munck hade höga grader i tidens hemliga ordenssällskap. Muncks bibliotek innehöll många esoteriska verk och som stormästare i sällskapet Metatron förfogade han enligt hertig Karl över en universalmedicin.

### Kunglig assistens
När Gustav III första gången skulle ha samlag med sin fru 1775 förefaller han haft uppenbara problem. I en av "Muncken" noga dokumenterad rapport (och av drabanter intygad händelse) uppges hur kungen kallade in honom i sitt sovrum och bad honom om hjälp "att hitta hålet" och fysiskt hjälpa till under denna akt som gått till historien. Munck fick personligen mottaga en magnifik gåva av drottningen; ett briljanterat ur med hennes porträtt och en ring med en stor diamant som tack för sina insatser. Gåvorna från drottningen under de närmast påföljande åren kom att slutligen uppgå till närmare 20 miljoner kronor i dagens värde.
Rapporten och ett antal oberoende indicier har gett upphov till ryktet att "Muncken" i själva verket skulle varit far till kronprinsen Gustav IV Adolf. Själv förnekade Munck länge alla sådana rykten, även efter sitt fall ur kungens gunst, men kom efter landsflykten till Italien och det svenska försöket att kidnappa honom att hävda faderskapet. Ett opublicerat brev från drottningen till greve Munck innehåller också en kärleksförklaring som kan te sig märklig om hans roll hade begränsats till blott sexualundervisning.[källa behövs]

### Stigande grader
Klart är att Muncks karriär fick en nytändning efter episoden: från att ha varit hovstallmästare steg han snabbt i graderna och blev 1776 major vid Adelsfaneregementet, 1778 friherre, 1781 ståthållare på Drottningholms slott, 1782 överstelöjtnant, 1786 ståthållare och landshövding i Drottningholms och Svartsjö län. Vid den tiden hade han också ett nära förhållande med operasångerskan Giovanna Bassi och hade med henne dottern Johanna Bassi.
Under slutet av 1780-talet tillhörde Munck i samband med brytningarna inom Gustav III:s närmaste krets den av Johan Christopher Toll ledda gruppen som rivaliserade med Gustaf Mauritz Armfelt om kungens gunst, och Muncks inflytande undanträngdes alltmer av Armfelts. 1787 måste han mot sin vilja lämna hovstallmästarbefattningen till en annan kungagunstling, Hans Henric von Essen. Tolls fall 1788 gjorde hans situation ännu osäkrare, och i hertig Karl hade han en svuren fiende. Under krigsåren erhöll han dock betydelsefulla uppdrag, blev ledamot i utredningskommissionen för krigsrustningarna, president i Kammarrevisionen 1788, ordförande i kommissionen för örlogsflottans utredande 1789 och ledamot av regeringen under Gustaf III:s vistelse i Finland. Som president i Kammarrevisionen är han den ende myndighetschefen som någonsin rekommenderat avskaffande av sin egen myndighet. Detta gjorde han övertygad om att tjänsterna kunde tillhandahållas till mindre kostnad för stat och skattebetalare på annat sätt.
På alla dessa poster skötte han sitt arbete med stora förtjänster, med det intrigerades häftigt mot honom, och hans förhållande till kungen blev allt sämre, i synnerhet sedan han efter att ha varit tillförordnad överståthållare våren 1789 begärde avsked på grund av sitt ogillande av Förenings- och säkerhetsakten. Ännu 1791 erhöll han dock den högsta utmärkelse som Gustaf III tilldelade någon under sin livstid, nämligen Serafimerorden med rätt att bära dess insignier i briljanter.

### Fall och senare karriär
Hans fall blev affären med de falska fahnehielmarna. De äkta fahnehielmarna var sedlar, formellt anvisningar på fältkassan, som trycktes i Finland under kriget mot Ryssland 1788–1790. Munck hade på kungens order med hjälp av mekanicus Charles Appelkvist 1790–1791 trots att fred slutits mellan Sverige och Ryssland på kungens order tillverkat falska rubelsedlar på Drottningholmsmalmen i avsikt att prånglas ut på den ryska marknaden i avsikt att skapa finansiell oro och samtidigt tjäna en slant på projektet. I augusti 1791 gav Munck på Gustav III:s begäran order om att avbryta tillverkningen av rubelsedlar och i stället börja tillverka förfalskade "fahnehielmare" eftersom riksdagen vid den tiden inte ville bevilja kungen ett generösare apanage.
När projektet med Fahnehielmarna upptäcktes våren 1792 gav kungen den 12 mars order om att tryckeriet skulle förstöras. Kungen var nu rädd att Munck skulle läcka något om förfalskningarna, och hade för avsikt att låta spärra in honom på Marstrands fästning. Ändå varnade Munck kungen om planer på att mörda honom, som kungen avfärdade. Efter mordet på maskeradbalen valde hertig Karl att landsförvisa Munck. 26 april 1792 avsändes han under bevakning från Stockholm till Italien.

### Sista tid
Han hamnade slutligen i den lilla italienska staden Massa nära Pisa där han under en längre tid sammanlevde med Elisabetta del Medico, en oäkta dotter till Medicéerna. Hans ekonomi blev allt sämre och år 1828 tvingades han sälja Villa Massoni i Massa när han var 79 år gammal. När han efter nära 40 års landsflykt avled som gäst i grevinnan Elisabettas palats, måste han begravas på stadens begravningsplats för medellösa.

## Bilder

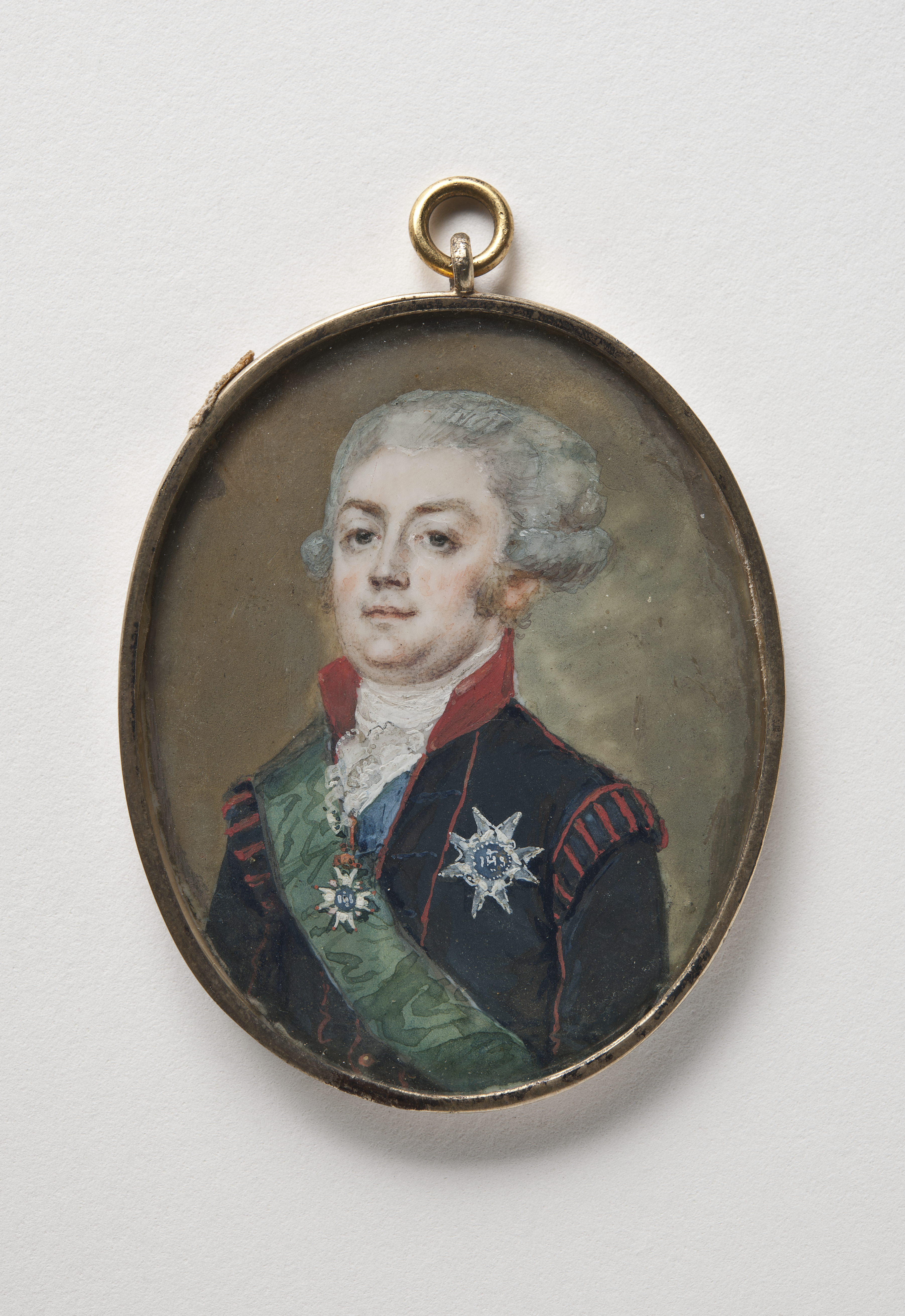
Munck iklädd nationella dräkten samt bärande Serafimerordens kraschan. Miniatyr av Anton Ulrik Berndes.
Ringlans använd av Munck vid tornerspel 1776. Lansen bär ättens adelsvapen.
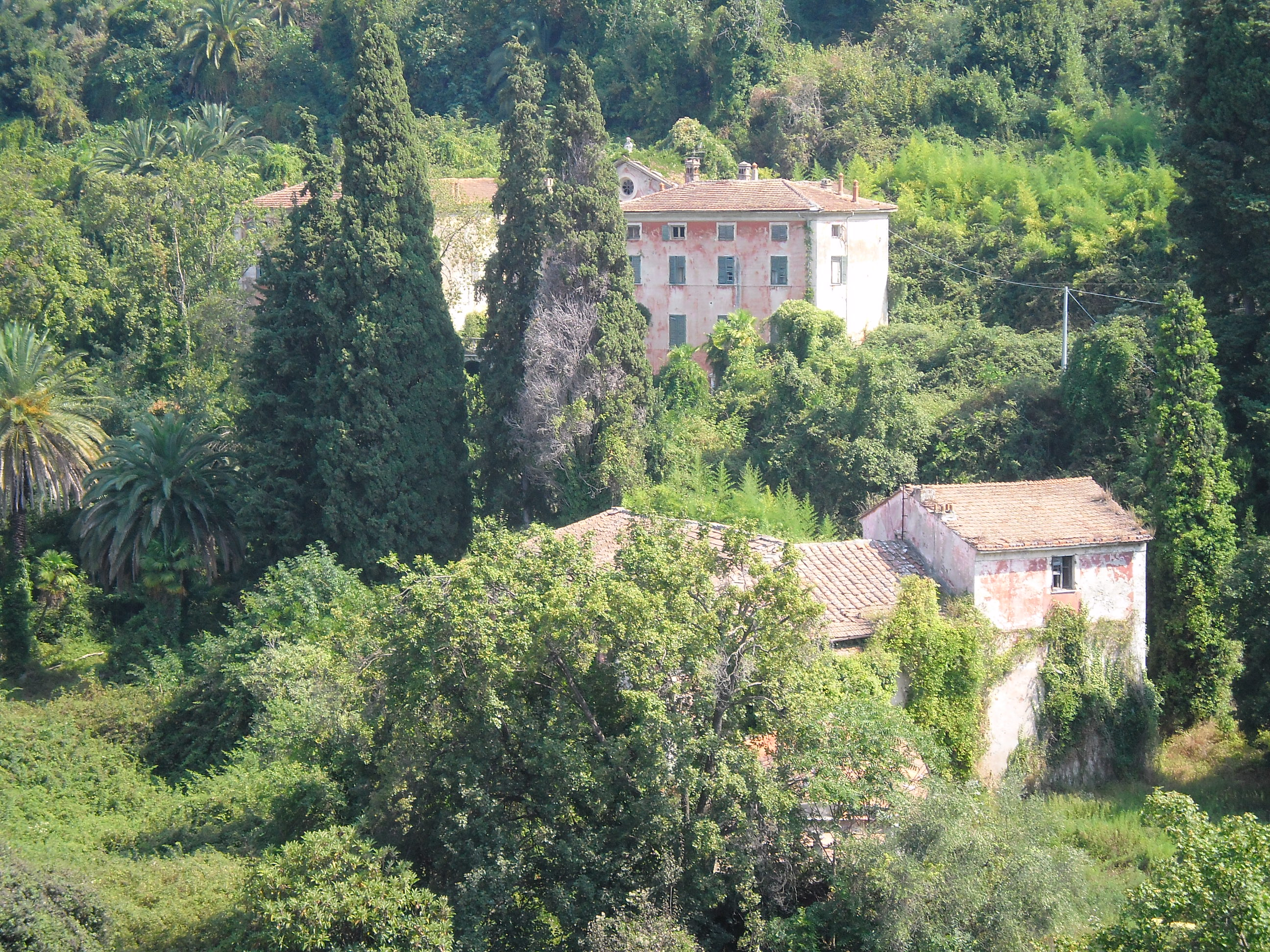
Villa Massoni i Massa, Italien, där Adolf Fredrik Munck levde som landsförvisad fram till 1828.